# Котыртас
Котыртас (Котртас, каз. Қотыртас) — село в Шалкарском районе Актюбинской области Казахстана. Административный центр Актогайского сельского округа. Находится примерно в 80 км к северо-западу от города Шалкар, административного центра района, на высоте 281 метра над уровнем моря. Код КАТО — 156435100.

## Население
В 1999 году население села составляло 1668 человек (839 мужчин и 829 женщин). По данным переписи 2009 года, в селе проживало 606 человек (297 мужчин и 309 женщин).